# Deutsche Studiengesellschaft für Straßenmarkierungen
Die Deutsche Studiengesellschaft für Straßenmarkierungen (DSGS) ist ein Zusammenschluss von Industrieunternehmen, die mit Straßenmarkierung zu tun haben.
Die DSGS ist als Verein mit Sitz in Kassel organisiert. Ihr gehören nach eigenen Angaben mehr als 80 Unternehmen aus Deutschland, Frankreich, der Schweiz und anderen europäischen Ländern an. Sie arbeitet mit der Bundesanstalt für Straßenwesen zusammen und veröffentlicht seit 2010 die Liste der zugelassenen Messgeräte für Fahrbahnmarkierungen. Sie beschreibt ihre Mitgliederstruktur wie folgt:

„Die stärkste Gruppierung in der DSGS sind die Applikateure bzw. Verlegefirmen. Die zweitgrößte Gruppe sind die innerhalb der DSGS organisierten Materialhersteller. Ferner sind die Hersteller von Reflexperlen sowie Rohstoff-, Maschinen- bzw. Gerätehersteller und Prüfstellen für Fahrbahnmarkierungen Mitglieder der DSGS. Zum Verein gehört ebenfalls eine eigenständige Prüfstelle für Fahrbahnmarkierungen, der Prüfdienst der DSGS.“

Zu den bekannteren Mitgliedern gehören beispielsweise 3M Deutschland und Tochtergesellschaften von Bilfinger und Evonik.